# Criptaritmética
Criptaritmética é o processo de criar e resolver criptogramas. É um ramo matemático popular por produzir material recreativo. Neste ramo criptograma também é um gênero de quebra-cabeças matemáticos com operações aritméticas onde os algarismos foram substituídos por letras do alfabeto ou outros símbolos.

## História
A invenção da criptaritmética tem sido creditada à China antiga. Esta arte era originalmente denominada aritmética de letras ou aritmética verbal. Na Índia, durante a Idade Média, foram inventados os esqueletos ou restaurações aritméticas, um tipo de criptograma onde a maioria ou todos os dígitos foram substituídos por asteriscos (ou outros símbolos). Este é um exemplo típico de restauração aritmética:
|    |    |    | A  | B  | C  |
| -- | -- | -- | -- | -- | -- |
|    |    |    | B  | A  | C  |
| .. | .. | .. | .. | .. | .. |
|    |    | *  | *  | *  | *  |
|    |    | *  | *  | A  |    |
| *  | *  | *  | B  |    |    |
| .. | .. | .. | .. | .. | .. |
| *  | *  | *  | *  | *  | *  |

O primeiro criptograma registrado nos Estados Unidos foi publicado em 1864 no periódico American Agriculturist. 
O termo criptaritmética (cryptarithmie em francês) foi introduzido por Simon Vatriquant, usando o pseudônimo Minos, na edição de maio de 1931 da revista Sphinx, um periódico belga especializado em matemática recreativa, publicado em língua francesa, em Bruxelas, no período de 1931 a 1939. 
Os editores e leitores de Sphinx desempenharam um papel muito importante no desenvolvimento da criptaritmética moderna. Maurice Kraitchik, matemático belga (nascido na Rússia) era o editor-chefe da revista e M. Pigeolet o editor da seção de criptaritmética. Sphinx teve sua publicação interrompida pelo surgimento da II Guerra Mundial e Maurice Kraitchik emigrou para os Estados Unidos. onde passou a lecionar "recreações matemáticas" na New School for Social Research, em Nova York.
Em 1955 J. A. H. Hunter cunhou o termo "alfamético" para designar um criptograma cujas letras formam palavras ou frases que fazem sentido. Hunter é considerado o “pai” da criptaritmética moderna, o mais brilhante e prolífico dos criadores de alfaméticos de todos os tempos. 
Um tipo de alfamético denominado em inglês de doubly-true (duplamente-verdadeiro) foi introduzido em 1945 por Alan Wayne. É formado por palavras numéricas cuja leitura produz também uma soma válida. Veja este exemplo de doubly-true:
O alfamético mais conhecido em todo o mundo é indiscutivelmente SEND + MORE = MONEY. Foi criado por H. E. Dudeney e publicado pela primeira vez na edição de julho de 1924 do Strand Magazine, associado à historia de um rapto como mensagem de pedido de resgate.
A informática e a Internet vêm provocando uma autêntica revolução no mundo da criptaritmética na medida em que colocam ao alcance do público programas de computador especializados na resolução e composição de alfaméticos. Hoje na Internet já existem inúmeros sites oferecendo alfaméticos às centenas, dos mais diversos gêneros e graus de dificuldade. 
Existe muita confusão no uso dos termos criptograma e alfamético. Criptograma é a categoria maior que abrange todos os quebra-cabeças com operações aritméticas onde os algarismos foram substituídos por letras ou outros símbolos. Alfamético designa o sub-conjunto dos criptogramas cujas palavras fazem sentido. Por exemplo, TQSV + RXWQ = RXSQZ é um criptograma (cryptarithm em inglês), ao passo que PARA + AMAPA = GOIAS também é um criptograma, mas de classe especial - um alfamético - porque suas palavras contêm significado.

## Como decifrar um alfamético
Um alfamético é uma operação aritmética, geralmente uma adição, na qual os números foram trocados por letras do alfabeto, cada letra com seu número correspondente. Decifrar um alfamético é voltar para trás destrocando cada letra pelo algarismo original. Vai-se decifrando e substituindo as letras, uma de cada vez, até que o alfamético inteiro tenha sido decodificado.
Tudo é feito na base da lógica, dedução e teste de hipóteses. Veja este alfamético muito simples: O + E = EU. Se a soma de 2 algarismos representados por O + E dá um total com duas casas decimais (EU), então é evidente que E=1, pois teoricamente o valor máximo que E e U poderiam assumir seria 9 + 8 = 17, então a soma sempre dará um número menor ou igual a 17, nunca na casa dos 20, 30, 40, 50, etc. Portanto E=1, com certeza, e substituindo o E por 1 problema fica assim: O + 1 = 1U.
Prosseguindo, se O + 1 dá uma soma com duas casas decimais (1U), então se você testar um a um todos os algarismos ainda não decifrados: 0, 2, 3, 4, 5, 6, 7, 8 e 9 no lugar do O você vai ver que só o algarismo 9 pode produzir esse resultado. Substituindo o O por 9 a soma fica 9 + 1 = 1U. Agora é evidente que o U só pode ser zero. E a resposta final do alfamético é: 9 + 1 = 10.